# Tesoro litúrgico

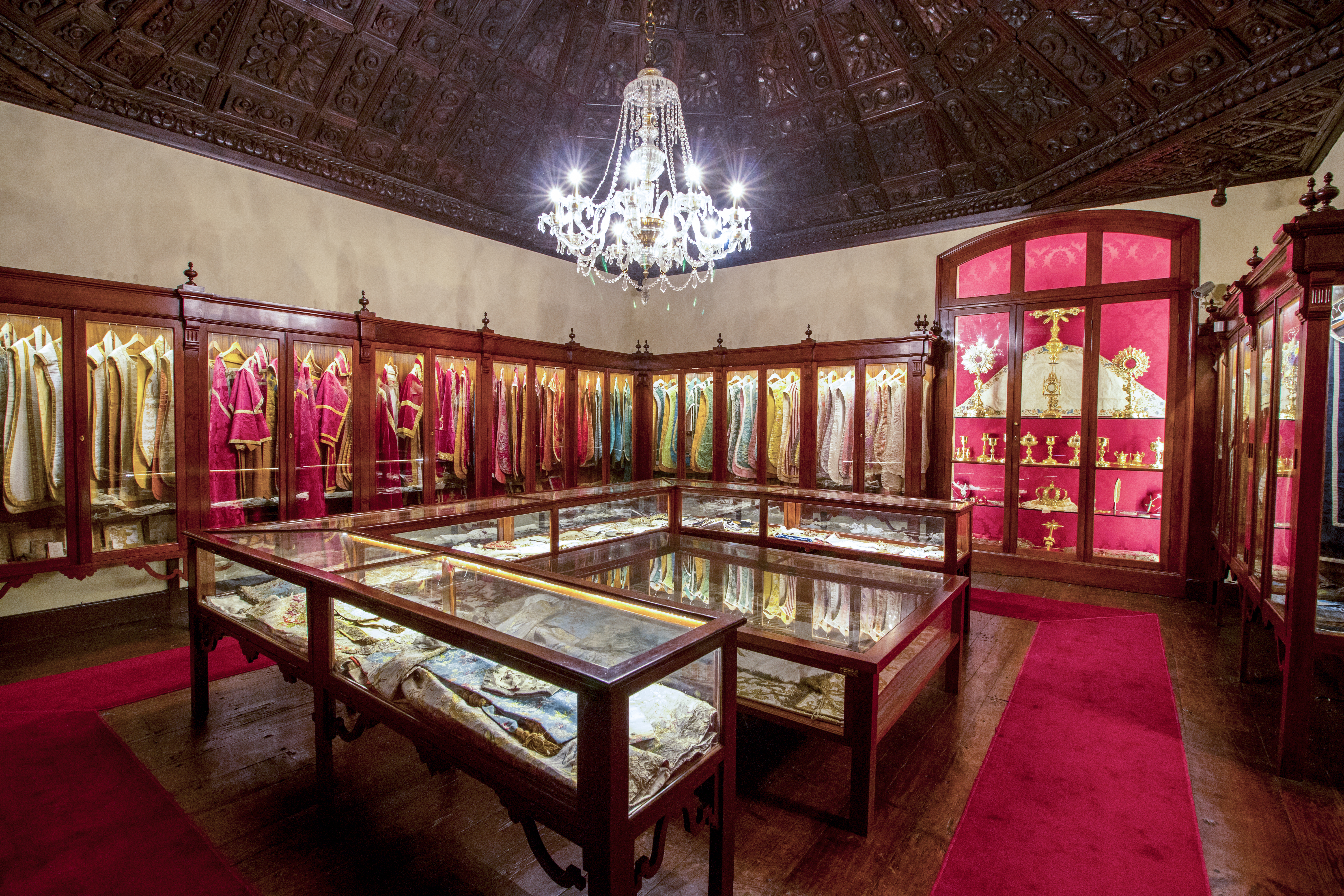
Tesoro de la iglesia de la Concepción (La Orotava, Tenerife, España), en su museo.

Tesoro litúrgico, de la iglesia o eclesiástico, es el entorno dentro de una iglesia donde se custodian (cuando no se utilizan en el culto) los objetos más preciosos vinculados a la liturgia cristiana: reliquias (y sus contenedores, los relicarios), paramentos litúrgicos (adornos textiles y vestimentas sacerdotales), orfebrería (cruces, vasos y recipientes sagrados -cálices, copones, patenas, ostensorios-), libros (misales, breviarios, biblias, evangeliarios, libros de coro, etc. particularmente los más valiosos, como los códices, los manuscritos iluminados o los incunables), documentos importantes, pinturas y esculturas de arte cristiano, etc.; tanto para su preservación como para su exposición ante fieles y turistas.
La dependencia habitual donde esta función se cumple es la sacristía; pero cuando la cantidad y calidad de objetos reunidos lo hace conveniente, suelen disponerse en salas más amplias en forma de museos (museo diocesano o museo catedralicio en el caso de las catedrales, museo parroquial en el caso de las iglesias parroquiales, museo abacial, monástico o conventual en el caso de las abadías, monasterios o conventos), para acceder a los cuales es necesario pagar entrada, mientras que la visita a las iglesias suele ser gratuita.
Su condición de tesoro, más allá de su valor espiritual, está unida a su valor material; y este se debe tanto al valor de los materiales con los que se realizan tales objetos (metales preciosos como el oro y la plata, piedras preciosas o semipreciosas) como a su valor artístico y al deseo de coleccionarlos.
A lo largo de la historia los tesoros eclesiásticos han sido objeto de robos, de requisas militares o políticas (procesos de desamortización o mediatización y secularización) y de destrucción por motivos religiosos o ideológicos (particularmente los iconoclastas); además de sufrir todo tipo de accidentes (incendios o inundaciones) y deterioros por el paso del tiempo o por procedimientos inadecuados de conservación y restauración. A pesar de todo ello, muchas instituciones religiosas han logrado mantener o recuperar sus tesoros durante siglos.
Los tesoros litúrgicos en los distintos países de Europa Occidental comparten generalmente el mismo tipo de objetos, vinculados a los ritos y tradiciones de la cristiandad latina.

## Concepto teológico
La expresión "tesoro de la Iglesia" como concepto teológico hace referencia a los méritos espirituales que atesora la Iglesia.
El martirio de San Lorenzo, que como diácono administraba los bienes de la iglesia, identifica el tesoro de la iglesia con los pobres.